# 五島市立奈留小中学校
五島市立奈留小中学校（ごとうしりつ なるしょうちゅうがっこう）は、長崎県五島市奈留町浦（五島列島奈留島）にある公立小学校・中学校（小中併設校）。

## 概要
歴史
小学校は1874年（明治7年）創立。中学校は1947年（昭和22年）の学制改革により開校。2014年（平成26年）に創立150周年（中学校は67周年）を迎えた。2008年（平成20年）からは長崎県立奈留高等学校と連携型の小中高一貫教育を行っている。
校訓
「なせばなる」
学校教育目標
「自ら学び 自ら生き方を切り拓き　夢を実現する児童生徒の育成」
校章
校歌
歌詞は3番まであり、各番に校名の「奈留小中学」が登場する。
校区
住所表記で五島市の後に「奈留町」が続く地区。

## 沿革

### 小学校
奈留小学校
- 1874年（明治7年）8月9日 - 「第五大学区長崎県管下第五中学区松浦郡奈留島小学校」が開校。
- 1876年（明治9年）- 「第五中学区松浦郡奈留島村奈留小学校」に改称。
- 1878年（明治11年）- 郡制の実施により、松浦郡が4分割され、五島列島部分（宇久・小値賀を除く）は南松浦郡に属することとなる。
- 1882年（明治15年）8月 - 教育令の改正により「公立中等奈留小学校」に改称。
- 1886年（明治19年）8月 - 小学校令が施行され、「長崎県南松浦郡奈留島学区奈留小学校」として独立。修業年限を3年とする。
- 1899年（明治22年）4月1日 - 町村制の施行により、奈留島村立の小学校となる。
- 1893年（明治25年）9月 - 小学校令の改正により「奈留尋常小学校」となる。修業年限を4年とする。
- 1904年（明治37年）4月 - 高等科（修業年限2年）を併設し、「奈留尋常高等小学校」に改称（尋常科4年・高等科2年）。
- 1905年（明治38年）4月 - 高等科の修業年限を3年とする（尋常科4年・高等科3年）。
- 1906年（明治39年）4月 - 高等科の修業年限を4年とする（尋常科4年・高等科4年）。
- 1908年（明治41年）4月 - 小学校令の改正により、義務教育年限（尋常科の修業年限）が4年から6年に延長される（尋常科6年・高等科2年）。
  - 旧高等科1年を尋常科5年に、旧高等科2年を尋常科6年に、旧高等科3年を高等科1年に、旧高等科4年を高等科2年に振り替える。

- 1911年（明治44年）- 実業補習学校を併設。
- 1919年（大正8年）3月 - 図書室を設置。
- 1924年（大正13年）4月1日 - 船廻尋常小学校から葛島分教場が移管される。
- 1935年（昭和10年）6月 - 青年学校令の施行により、併設の実業補習学校が青年学校に改称。
- 1940年（昭和15年）4月1日 - 「奈留第一尋常高等小学校」に改称。
- 1941年（昭和16年）4月1日 - 国民学校令の施行により、「奈留島村第一国民学校」に改称。尋常科を初等科に改める（初等科6年・高等科2年）。
- 1947年（昭和22年）4月1日 - 学制改革（六・三制の実施）により、国民学校の初等科が改組され、「奈留島村立第一小学校」となる。
- 1949年（昭和24年）
  - 4月1日 - 「奈留島村立奈留小学校」に改称。長崎県立長崎水産高等学校奈留分校が併設される。
  - 4月28日 - 学級・学校育愛会（PTA）が発足。

- 1950年（昭和25年）
  - 2月 - ミルク給食を開始。
  - 3月 - 長崎県立長崎水産高等学校奈留分校が廃止される。

- 1957年（昭和32年）11月3日 - 奈留町の発足により「奈留町立奈留小学校」に改称。
- 1960年（昭和35年）4月1日 - 葛島分校を奈留町立船廻小学校に移管。
- 1962年（昭和37年）10月20日 - 鉄筋コンクリート造校舎が完成。
- 1963年（昭和38年）10月 - 体育館が完成。
- 1973年（昭和48年）
  - 6月 - 完全給食を開始。
  - 10月 - プールが完成。

- 1998年（平成10年）4月1日 - 奈留町立江上小学校を統合。
- 2004年（平成16年）8月1日 - 市町村合併で五島市が発足したことにより、「五島市立奈留小学校」（現校名）へ改称。
- 2005年（平成17年）4月1日 - 五島市立奈留中学校・長崎県立奈留高等学校との小中高一貫教育導入に向けた研究指定を受ける。
- 2007年（平成19年）4月1日 - 五島市立船廻小学校を統合。
- 2008年（平成20年）- 中学校校舎（現在地）に移転。移転前の所在地:北緯32度49分47.8秒 東経128度56分1.7秒

江上小学校（えがみ）
- 1875年（明治8年）- 奈留島小学校夏井分校と大串分校が創立。
- 1886年（明治19年）8月 - 小学校令の施行により、奈留小学校から分離し、「簡易夏井小学校」・「簡易大串小学校」に改称。
- 1889年（明治22年）4月 - 町村制の施行により、奈留島村立の小学校となる。
- 1891年（明治24年）4月 - 尋常科を設置し「尋常夏井小学校」・「尋常大串小学校」に改称。
- 1893年（明治26年）4月 - 「夏井尋常小学校」・「大串尋常小学校」に改称。
- 1908年（明治41年）4月 - 上記の尋常小学校2校を統合し、両校区の中間地点に「江上尋常小学校」が開校。奈留尋常高等小学校旧校舎を移築。
- 1925年（大正14年）4月 - 高等科を併置し「江上尋常高等小学校」に改称。
- 1927年（昭和2年）4月 - 新校舎が完成。
- 1938年（昭和13年）2月 - 校舎を増築。
- 1940年（昭和15年）4月 - 「奈留第二尋常高等小学校」に改称。
- 1941年（昭和16年）4月 - 国民学校令の施行により、「奈留島村第二国民学校」に改称。尋常科を初等科に改める。
- 1947年（昭和22年）4月1日 - 学制改革により、「奈留島村立第二小学校」となる。新制中学校「奈留島村立第二中学校」を併設。
- 1949年（昭和24年）4月1日 - 「奈留村立江上小学校」に改称。
- 1957年（昭和32年）11月3日 - 奈留町の発足により「奈留町立江上小学校」に改称。
- 1980年（昭和55年）- 鉄筋コンクリート造の校舎が完成。
- 1993年（平成5年）- バイキング給食を実施。
- 1998年（平成10年）3月31日 - 奈留町立奈留小学校への統合により閉校。123年の歴史に幕を閉じる。最終所在地:江上（北緯32度51分20.7秒 東経128度54分15.1秒 / 北緯32.855750度 東経128.904194度）
  - 閉校後は、運動場が地域の広場・駐車場として使用されている。

船廻小学校（ふなまわり）
- 1874年（明治7年）6月1日 - 船廻村に「船廻小学校」が創立。
- 1875年（明治8年）- 統合により「奈留島小学校 船廻分校」となる。
- 1886年（明治19年）8月 - 小学校令の施行により、奈留小学校から分離し、「簡易船廻小学校」に改称。
- 1889年（明治22年）4月 - 町村制の施行により、奈留島村立の小学校となる。
- 1891年（明治24年）4月 - 尋常科を設置し「尋常船廻小学校」に改称。
- 1893年（明治26年）4月 - 「船廻尋常小学校」に改称。
- 1896年（明治29年）3月1日 - 汐池分校を設置。
- 1900年（明治33年）- 船廻の民家を借用し、分教場を設置。
- 1902年（明治35年）- 汐入に2教室を増築。
- 1903年（明治36年）9月 - 分校・分教場を廃止。
- 1913年（大正2年）8月 - 葛島分教室を設置。
- 1923年（大正12年）4月 - 奈留尋常高等小学校旧校舎2教室が移築される。
- 1924年（大正13年）4月1日 - 葛島分教場を奈留尋常高等小学校に移管。
- 1926年（大正15年）4月 - 1学級増加のため、八幡神社社務所を借用し仮校舎とする。
- 1927年（昭和2年）5月 - 江上尋常高等小学校旧校舎4教室が移築される。
- 1940年（昭和15年）
  - 4月1日 - 「奈留第三尋常小学校」に改称。
  - 10月1日 - 高等科を併置し「奈留第三尋常高等小学校」に改称。

- 1941年（昭和16年）4月1日 - 国民学校令の施行により、「奈留村第三国民学校」に改称。尋常科を初等科に改める。
- 1947年（昭和22年）4月1日 - 学制改革により、「奈留島村立第三小学校」に改称。新制中学校「奈留島村立第三中学校」を併設。
- 1949年（昭和24年）4月1日 - 「奈留島村立船廻小学校」に改称。併設の第三中学校が第一中学校との統合のため廃止される。
- 1953年（昭和28年）5月 - 7教室を増築。
- 1957年（昭和32年）11月3日 - 奈留町の発足により、「奈留町立船廻小学校」に改称。
- 1959年（昭和34年）3月7日 - へき地集会所が完成。
- 1960年（昭和35年）4月1日 - 奈留町立奈留小学校から葛島分校が移管される。
- 1973年（昭和48年）3月31日 - 葛島分校が廃止される（集団移住により葛島が無人島となったため）。
- 1978年（昭和53年）- 鉄筋コンクリート造の新校舎が完成。
- 2004年（平成16年）8月1日 - 五島市の発足により「五島市立船廻小学校」に改称。
- 2007年（平成19年）3月31日 - 五島市立奈留小学校への統合のため閉校。133年の歴史に幕を下ろす。最終所在地:船廻937番1号（北緯32度50分53.0秒 東経128度56分34.0秒 / 北緯32.848056度 東経128.942778度）
  - 閉校後の校舎は「笠松宏有記念館」として使用されている。

### 中学校
- 1947年（昭和22年）4月1日 - 学制改革が行われる。
  - 奈留島村第一国民学校（奈留）の高等科が改組され、新制中学校「奈留島村立第一中学校」が発足。
  - 奈留島村第二国民学校（江上）の高等科が改組され、新制中学校「奈留島村立第二中学校」が発足。
  - 奈留島村第三国民学校（船廻）の高等科が改組され、新制中学校「奈留島村立第三中学校」が発足。
- 1948年（昭和23年）11月 - 葛島分校を設置。
- 1949年（昭和24年）4月1日 - 奈留島村立第一中学校と第三中学校が統合され、「奈留島村立奈留中学校」に改称。
  - この時、奈留島村立第二中学校は「奈留島村立江上中学校」に改称。
- 1957年（昭和32年）11月3日 - 奈留町の発足により「奈留町立奈留中学校」に改称。
- 1965年（昭和40年）3月31日 - 奈留町立江上中学校を統合。ただし新校舎が完成するまでの間、江上校舎として使用を継続（2校舎体制をとる）。
- 1968年（昭和43年）3月 - 新校舎が完成したため、江上校舎を廃止。
- 1969年（昭和44年）5月 - 体育館が完成。
- 1970年（昭和45年）6月 - スクールバス2台の運行を開始。プールが完成。
- 1973年（昭和48年）6月 - 完全給食を開始。
- 1992年（平成4年） - 校訓「知勇・誠実・練磨」を制定。
- 1996年（平成8年）- 長崎県立奈留高等学校と第1回中高合同体育祭を開催。
- 2001年（平成13年）4月1日 - 長崎県立奈留高等学校と連携型中高一貫教育を開始。
- 2004年（平成16年）8月1日 - 市町村合併で五島市が発足したことにより、「五島市立奈留中学校」（現校名）へ改称。

### 小中併設
- 2008年（平成20年）
  - 4月1日 - 小学校が中学校校舎に移転し、小・中併設校となる。
  - 9月 - 第1回小中高合同体育祭を開催。
- 2011年（平成23年）- 現在地に新校舎が完成。旧校舎を解体。

## 交通アクセス
最寄りのバス停
- 奈留島バス（丸濱産業）「病院前」バス停

最寄りの道路
- 長崎県道168号奈留島線

最寄りの港
- 「奈留島港」
  - 九州商船のフェリー・高速船が福江港・長崎港との間に運航している。
  - 野母商船のフェリーが福江港[9]・博多港との間に運航している。
  - 五島旅客船のフェリー・高速船が福江港・若松港の間に運航している。

## 周辺
- 長崎県立奈留高等学校
- 五島市立学校給食センター
- 五島市役所奈留支所（旧・奈留町役場）
- 奈留離島開発総合センター
- 五島警察署奈留警察官駐在所
- 長崎県五島中央病院附属診療所 奈留医療センター（旧・奈留病院）
- 奈留島郵便局

## 参考資料
- 「郷土奈留（昭和48年改定）」（1973年（昭和48年）11月3日, 奈留町教育委員会）p. 221 -